# Louis Contryn
Louis Contryn (Mechelen, 1929 – Duffel, 6 juli 2014 ) was een Belgisch poppenspeler en toneelregisseur.
Louis Contryn werd in 1929 als enige zoon van Jef Contryn geboren. Hij zette het werk van zijn vader verder. Louis Contryn werd poppenspeler en regisseur van het familiegezelschap 'Hopla' dat geregeld voor het prille medium televisie optrad. 
Uit Hopla groeide in 1965 het Mechels Stadspoppentheater waarvan Jef Contryn de directeur en Louis Contryn de artistieke leider werd. Aanvankelijk kreeg het huisvesting in het Cultureel Centrum van de stad. In 1975 werd het definitieve poppentheatergebouw gelegen tegenover de Sint-Romboutskathedraal officieel geopend. In 1977 werd Louis de directeur en Fernand Verreth de productieleider.
Het Mechels Stadspoppentheater werd in 1984 professioneel. In 1989 werd Louis Contryn verkozen tot voorzitter van het Vlaams Verbond voor Poppenspel waarvan hij in 1962 de medestichter was en waarvan hij nu de erevoorzitter werd. Louis Contryn maakte studiereizen naar Frankrijk, Duitsland, Polen, Tsjechië, Rusland en de Verenigde Staten. Hij publiceerde poppenspelteksten en artikels in verschillende vaktijdschriften. Hij verzorgde de rubriek 'Poppenspel' in de Grote Nederlandse Larousse Encyclopedie. Enkele van zijn teksten werden vertaald in het Frans, het Engels en het Zuid-Afrikaans.
Hij lanceerde de Tijl en Luppe-stukken die erg in de smaak vielen bij de jeugd en hij maakte talrijke bewerkingen van Europese en Oosterse sprookjes. Hij dramatiseerde eveneens literaire meesterwerken en werk van hedendaagse auteurs. Hij maakte ook enkele originele poppenspelen die nog steeds gespeeld worden. Daarnaast stelde hij ook twee cursusreeksen op die in talrijke pedagogische en paramedische instituten werden gegeven. 
In 1993 werd het Mechels Stadspoppentheater officieel erkend en gesubsidieerd door de Vlaamse Gemeenschap. Het wordt ook ondersteund door de Provincie Antwerpen en vooral door het stadsbestuur van Mechelen.
In 1995 werd hij eredirecteur van 'DE MAAN' het vroeger Mechels Stadspoppentheater. In 2007 werd de Centrale voor Poppenspel hervormd tot Het Firmament met zijn zoon Paul Contryn als directeur en hijzelf als voorzitter van de Raad van Bestuur.
In 2013 kwam zijn boek "Poppenspel met knuffels voor kleuters" uit.
Hij overleed in het AZ Sint-Maarten te Duffel op 85-jarige leeftijd.